# Oclusiva retrofleja sonora
La oclusiva retrofleja sonora es un tipo de sonido consonántico, usado en algunas lenguas orales. El símbolo en el alfabeto fonético internacional que representa este sonido es ⟨ɖ⟩, y el símbolo X-SAMPA equivalente es d`. Como todas las consonantes retroflejas, el símbolo IPA se forma añadiendo un gancho apuntando hacia la derecha que se extiende desde el fondo de un dedo (la letra usada para la consonante alveolar correspondiente). Muchas lenguas indias, tales como el hindustani, tienen dos formas de pronunciar el sonido (llano o murmurado) [ɖ].

## Características
Su forma de articulación es oclusiva, lo que significa que se produce obstruyendo el flujo de aire en el tracto vocal. Dado que la consonante es también oral, sin salida nasal, el flujo de aire se bloquea por completo, y la consonante es una parada. Su lugar de articulación es retroflejo, lo que prototípicamente significa que es articulado subapical (con la punta de la lengua acurrucada), pero más generalmente, significa que es postalveolar sin ser palatalizado. Es decir, además de la articulación sub-apical prototípica, el contacto de la lengua puede ser apical (puntiagudo) o laminal (plano). Su fonación se expresa, lo que significa que las cuerdas vocales vibran durante la articulación. Es una consonante oral, lo que significa que el aire se le permite escapar solo por la boca. Es una consonante central, lo que significa que se produce dirigiendo la corriente de aire a lo largo del centro de la lengua, en lugar de a los lados. El mecanismo de la corriente de aire es pulmonar, lo que significa que se articula empujando el aire sólo con los pulmones y el diafragma, como en la mayoría de los sonidos.

## Aparición en distintas lenguas
Asturiano (dialecto de Astierna): ḷḷingua [ɖiŋɡwä] lengua. Corresponde a [ʎ] en otros dialectos. Ver Che vaqueira.
Bengalí: ডাকাত [ɖakat] ladrón
Chino (Wu): 钉 [ɖiŋ] largo. Puede sustituirse [ɖ] por [ɖ͡ʐ].
Hindi: डेढ़ [ɖeːɽʱ] uno y medio
Inglés (dialectos indios): dine [ɖaɪn] comerse / comer
Kannada: ಅಡಸು [ʌɖʌsu] unirse / unir
Malayalam: പാണ്ഡവര് [ˈpäːɳɖäʋər] Pandavas
Marathi: हाड [haːɖ] hueso
Idioma nihali: [biɖum] uno
Noruego: varde [ˈʋɑɖːə] faro
Pashto: ډﻙ [ɖak] lleno
Punjabi: ਡੱਡੂ [ɖəɖːu] rana
Sardo: cherveddu [kerˈveɖːu] cerebro
Siciliano: beddu [ˈbɛɖːu] guapo
Somalí: dhul [ɖul] (planeta) Tierra, suelo, tierra (terreno)
Sueco: nord [nuːɖ] norte
Tamil: வண்டி [ʋəɳɖi] carro
Telugu: అఢరు [ʌɖʌru] surgir
Urdu: ڈالنا [ɖɑːlnɑː] ponerse / poner
- Datos: Q840328